# 재사용 가능한 쇼핑백

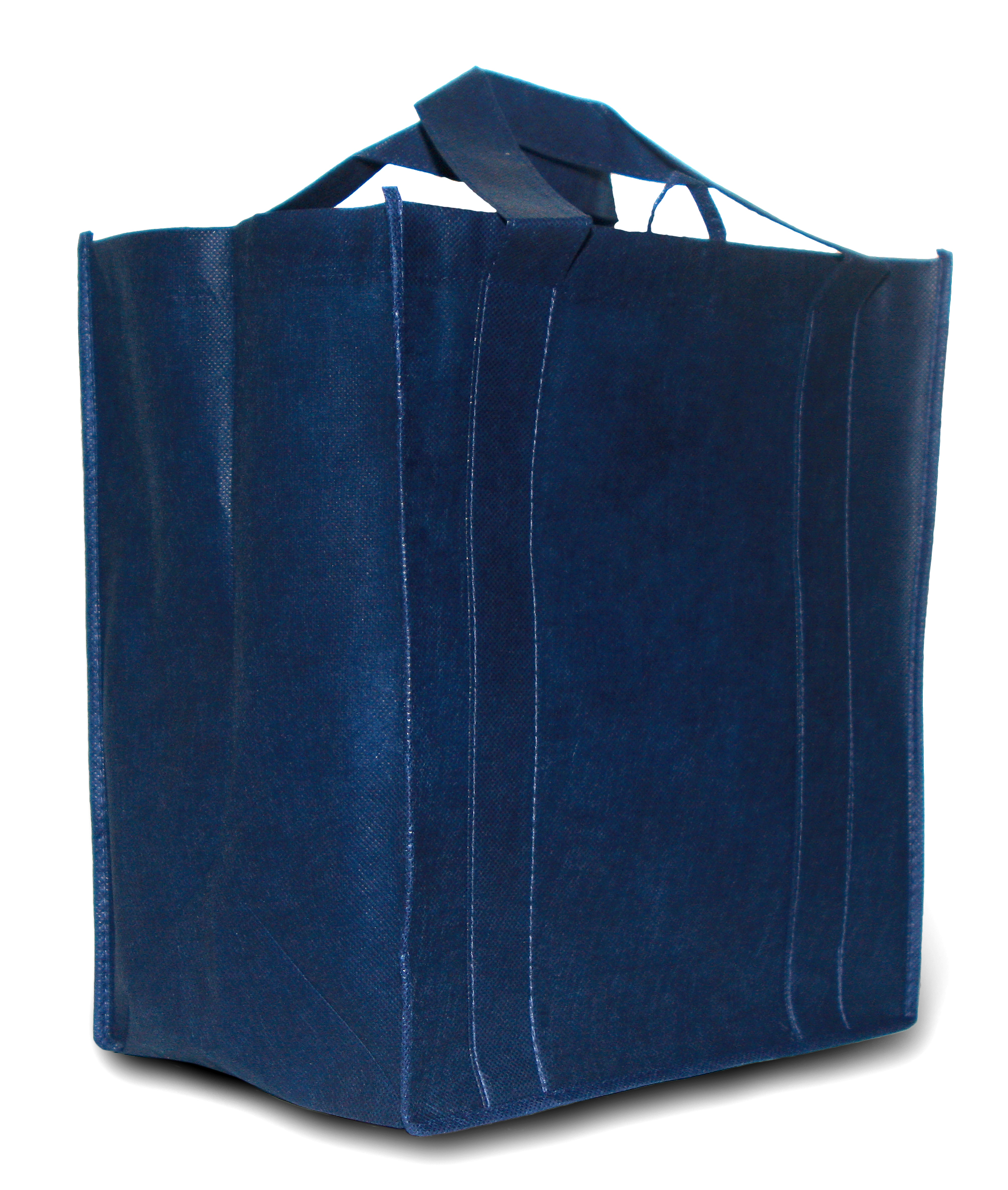
재사용 가능한 파란색 쇼핑백

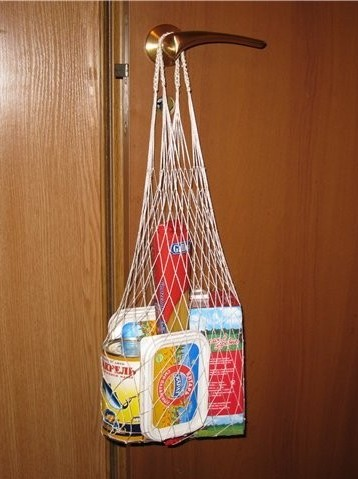
쇼핑 아이템이 든 끈 가방

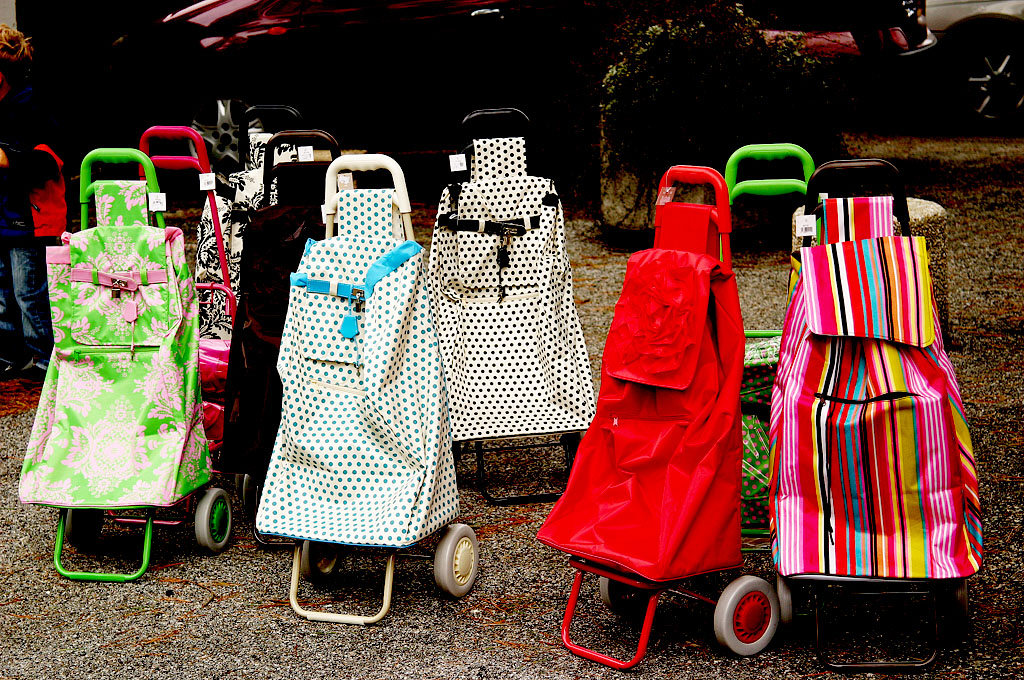
바퀴 달린 쇼핑 트롤리 백

재사용 가능한 쇼핑백은 한번만 사용하는 종이백이나 비닐 쇼핑백과 달리 여러 번 재사용할 수 있는 쇼핑백이다. 캔버스 같은 천, 황마 등의 천연 섬유, 합성 섬유를 직조하거나 일회용 비닐 봉지보다 내구성이 강한 두꺼운 플라스틱으로 만든 토트 백으로 여러 번 사용할 수 있다. 끈 가방 이나 바퀴 달린 트롤리 가방을 사용하는 경우도 있다. 슈퍼마켓 과 의류 상점에서 구매할 수 있다.
재사용 가능한 가방은 일반 비닐 쇼핑백을 생산하는 것 보다 더 많은 에너지가 필요하다. 즉 아무리 재사용 가능하다지만 최소한의 횟수를 써주어야 일회용 플라스틱백을 사용하는 것보다 환경친화적이라 할 수 있다. 재질별로 일회용 플라스틱백과 동등해지기 위해 재활용해야 하는 횟수는 다음과 같다.
- 종이백 : 3회
- 저밀도 폴리에틸렌(LDPE) : 4회
- 비직조 폴리프로필렌(PP) 가방 : 11회
- 천가방 : 131회

1. ↑  “종이 쇼핑백이 친환경적일까?”.